# Cvrčkovci
Cvrčkovci (Grylloblattodea) jsou reliktní řád hmyzu popsaný teprve až v roce 1914. Jedná se o velice primitivní skupinu hmyzu, připomínající spíše hmyz z podtřídy šupinušky. Bývají označováni jako žijící fosílie. Na světě je známo asi 583 druhů v 45 čeledích. Vyskytují se jen vysoko v horách Severní Ameriky (Kanada, Kalifornie) a Japonska.

## Popis
Hmyz dlouhý 20–30 mm s jemným okrovým povrchem těla, připomínajícím trochu povrch larvy. Na velké hlavě, která připomíná škvoří, má malé oči a dlouhá tykadla. Jednoduchá očka na temeni nejsou vyvinuté. Hruď má bezkřídlou se třemi, vzájemně pohyblivými, články. Nohy jsou běhavé s velikými kyčlemi (podobné švábům). Zadeček má 10 článku s dlouhými tenkými štěty na konci.

## Způsob života
Vývoj cvrčkovců probíhá proměnou nedokonalou. Samičky kladou vajíčka do mechu, ze kterých se líhnou larvy až po roce. Z larvy se stává dospělec po 5 letech, který pak žije ještě další 2 roky. Velmi dlouhou délkou života se jedná o raritu mezi hmyzem. Samička často, podobně jako kudlanka, po páření sežere samečka. Živí se dravě, nejčastější dvoukřídlými Chionea, ale vydrží 3–4 měsíce bez jídla. Žijí velmi vysoko v horách až na horní hranici lesa. Dobře snáší jen malé rozmezí teplot, od 0 do -6°C, při překročení 16 °C hynou. Aktivní jsou v noci.